# Santiago Ascacíbar
Santiago Lionel Ascacíbar (La Plata, 25 de fevereiro de 1997) é um futebolista argentino que atua como volante. Atualmente joga no Estudiantes.

## Carreira
Fez parte do elenco da Seleção Argentina de Futebol nas Olimpíadas de 2016.

## Títulos
Estudiantes
- Copa da Argentina: 2023
- Copa da Liga Argentina: 2024
- Trofeo de Campeones de la Liga: 2024

### Prêmios individuais
- 34º melhor jogador sub-21 de 2016 (FourFourTwo)[3]